# 沌阳街道
沌阳街道是中华人民共和国湖北省武汉市蔡甸区下辖的一个街道办事处。
2012年12月20日，武汉市民政局批复同意将蔡甸区沌口街道办事处调整设立为沌口、沌阳两个街道办事处。调整后的沌阳街道办事处总面积58.5平方公里，总人口115977人，办处驻地为联城路58号。

## 行政区划
沌阳街道下辖以下村级行政区划单位：
全力村、石岭村、东岭村、枫树村、协丰村、幸福村、永久村、李仙村、长丰村、洪山村、三元寺村、郭徐岭村、关帝村、蔡家村、水府村、后湖村、张湾村、潮海村、新民村、新华村和红升村。